# York Place

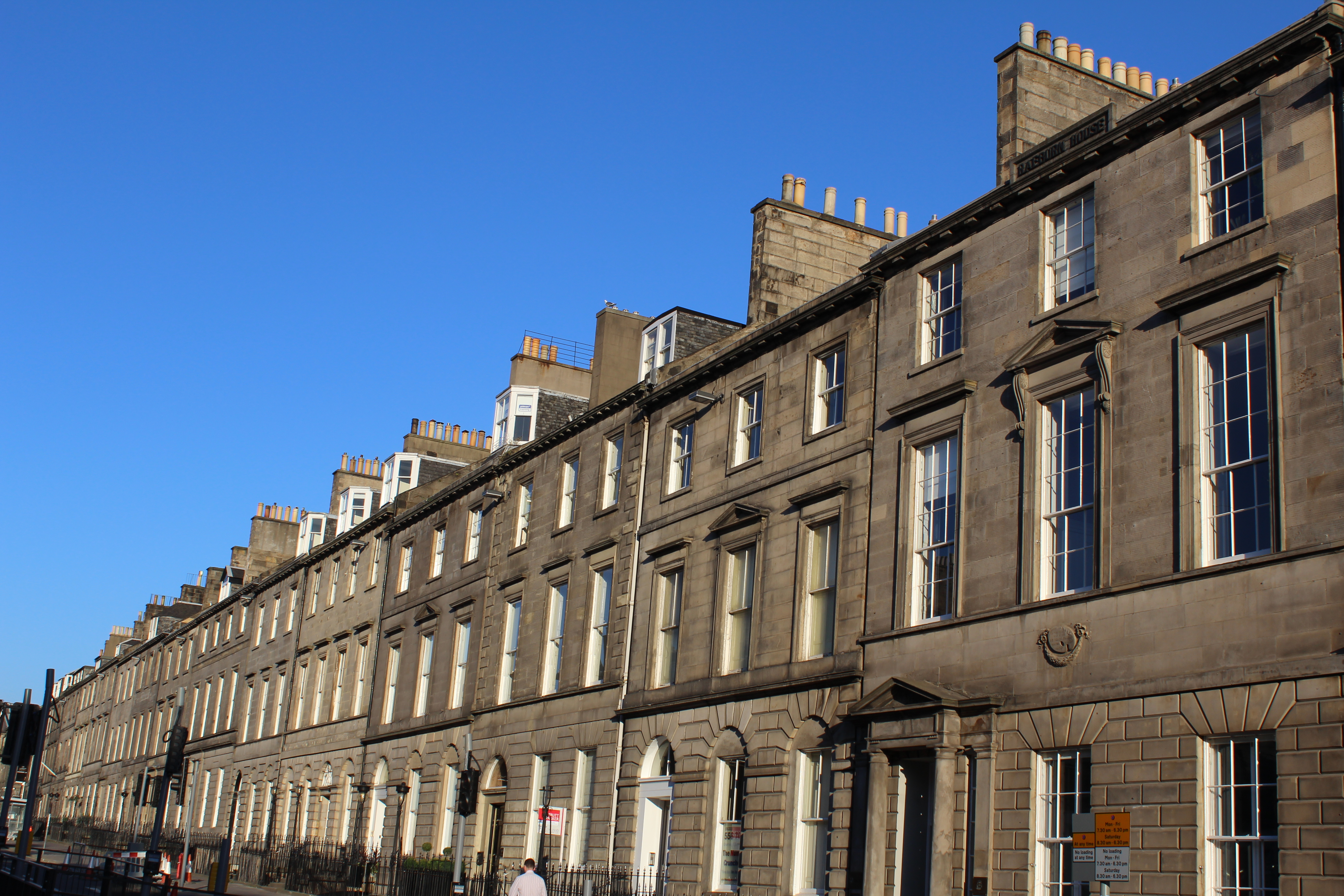
York Place, Edimburgo

York Place é uma rua no centro de Edimburgo com edifícios quase exclusivamente do século XVIII, que liga a Queen Street à Broughton Street e à Leith Walk.
A arquitetura da rua permanece quase completamente intacta, mas é uma das ruas mais movimentadas do centro da cidade, fazendo parte da principal rota de tráfego leste-oeste, juntamente com a linha de bondes de Edimburgo e vários serviços de ônibus.

## História

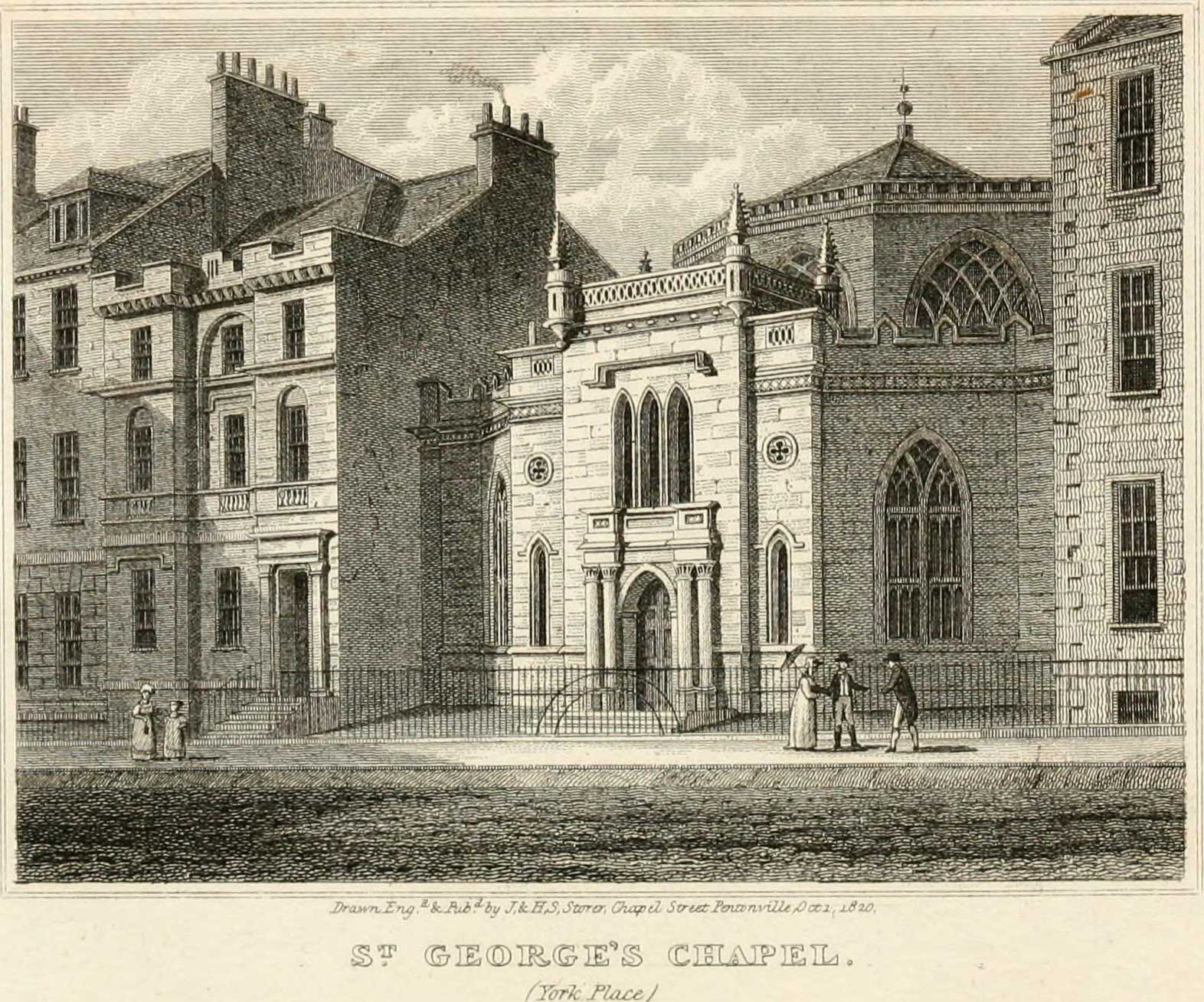
Capela de São Jorge em 1830, mais a mansão à sua esquerda

York Place foi desenvolvida como uma rua de dois lados no extremo nordeste da Primeira Cidade Nova de Edimburgo . A terra foi comprada pela cidade de James Erskine, Lorde Alva, em 1793, e foi acompanhada pelo Heriot Trust, que também possuía terras aqui. As obras começaram imediatamente e foram concluídas em 1804 (exceto a igreja (veja abaixo).
A rua está pouco alterada. A única mudança importante foi a demolição do lado leste da Elder Street no lado sul, incluindo a esquina leste com a York Place, em 1969 (para melhorar o acesso à estação de ônibus ).

Em 1888, um sistema de bonde foi introduzido. Originalmente puxado por cabos subterrâneos, o sistema era invisível, exceto pelos trilhos e pelo canal central (para o cabo). Tudo isso mudou em 1921, após a unificação de Edimburgo e Leith (que tinham bondes elétricos desde 1905), quando um complexo de postes e fios foi adicionado, em grande detrimento da paisagem urbana. Esses postes e cabos foram removidos em 1956, após o fim dos bondes. Mais conscientes da questão da "desordem nas ruas", os planejadores removeram todos os postes de iluminação das ruas na década de 1970. A rua é iluminada por holofotes altos montados no nível dos beirados dos edifícios.

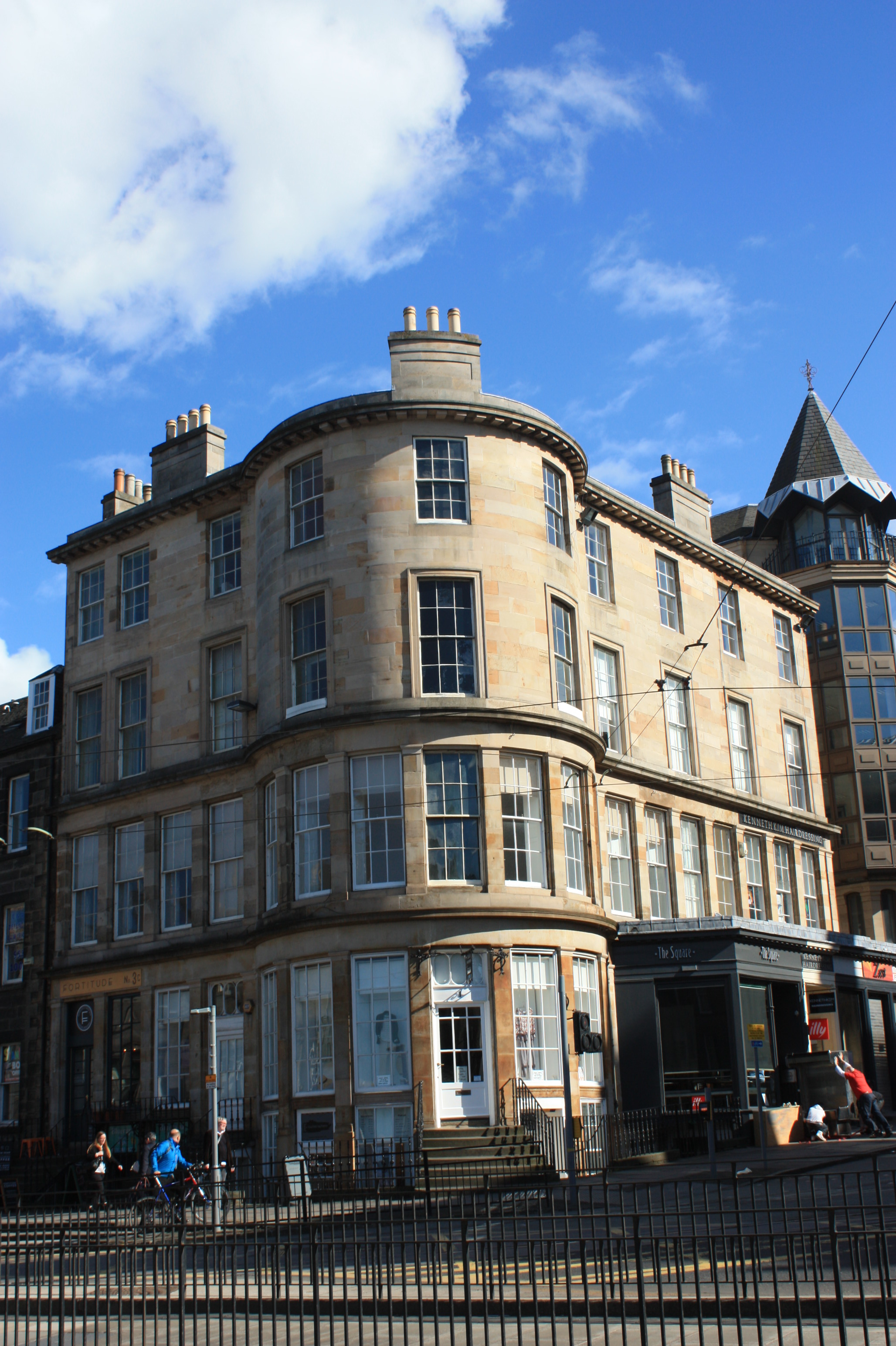
1 a 3 York Place, Edimburgo

O terminal temporário dos bondes de Edimburgo na York Place foi removido em 2022 como parte do projeto Trams to Newhaven. Uma nova parada permanente foi aberta na vizinha Picardy Place em junho de 2023 após a conclusão da extensão da linha.

## Edifícios notáveis
- Igreja de São Paulo e São Jorge por Archibald Elliot (construída como Capela de São Paulo, 1816)
- Capela Episcopal de São Jorge por James Adam em 1792 com uma nova fachada adicionada em 1934, agora em uso como um Genting Casino[2]
- 7 York Pl - Mansão de St George, uma casa ameada incomum imediatamente a leste da capela (1793 remodelada em 1818 por Alexander Laing para seu próprio uso)[3]
- 1 a 3 York Place, um bloco de esquina excepcional de David Paton com três andares comerciais inferiores com mais vidro do que parede
- 44 York Place construído como um escritório de impostos em 1964, remodelado como um Premier Inn em 2018
- 72 York Place - O pub Conan Doyle - ligado ao local de nascimento de Sir Arthur Conan Doyle, 50 m a leste, na Picardy Place.